# Anne Rogers
Pour les articles homonymes, voir Rogers.
Anne Rogers (parfois écrit Ann Rogers) est une actrice, danseuse et chanteuse britannique, née le 29 juillet 1933 à Liverpool.
Elle a essentiellement joué au théâtre dans des comédies musicales, commençant sur scène à l'âge de 15 ans. Elle remporte le Prix Sarah-Siddons en 1958 pour sa prestation dans une production de My Fair Lady. Elle se produit à Broadway à plusieurs reprises, étant notamment à l'affiche de 42nd Street durant toutes les années 1980.
Elle a également joué dans diverses productions télévisuelles britanniques ou américaines.

## Filmographie

### Télévision
- 1958 : Pepe Moreno (mini-série) : Sylvia Simms
- 1968 : Elizabeth the Queen (téléfilm) de George Schaefer : Penelope
- 1970 : Stalag 13 (série télévisée), épisodes L'Amant de Lady Chitterly : Lady Leslie Chitterly
- 1971 : Birds on the Wing (série télévisée) : Elizabeth
- 1971 : Now, Take My Wife (série télévisée), épisode The Singing Garbo : Lolita
- 1983 : Meurtre au champagne (téléfilm) de Robert Michael Lewis : Viola Kidderminster
- 1984-1986 : Capitol (série télévisée) : Mrs. Forbes Robinson
- 1986 : MacGyver (série télévisée), épisode Hollywood nous voilà : June Roberts (également interprète de la chanson California, Here I Come)
- 2000 : Beverly Hills 90210 (série télévisée), épisode Un choix difficile : une cliente
- 2003 : La Famille Delajungle (série télévisée d'animation), épisode Lord Nigel - 2e partie : la reine Elizabeth (voix)
- 2008 : Doctors (série télévisée), épisode My Cup Runneth Over with Love : Jenny Duncan

### Autres
- 1998 : Le Monde magique de la Belle et la Bête (vidéo) des studios Disney : Mrs. Potts (voix)
- 1999 : Belle's Tales of Friendship (en) (vidéo) des studios Disney : Mrs. Potts (voix)
- 2012 : Run For Your Wife (en) de Ray Cooney et John Luton : la dame avec les sandwichs
- 2017 : SOLO! de Nic Cornwall : la grand-mère de Paloma

## Théâtre
- The Boy Friend (distribution d'origine en 1954)
- My Fair Lady (à Hollywood et Chicago vers 1958)
- She Loves Me (en) (distribution d'origine de la version anglaise en 1964)
- Half a Sixpence (Broadway, 1965-1966)
- 42nd Street (Broadway, 1980 à 1989)
- Busker Alley (en) (2005)
- The Drowsy Chaperone (West End, 2007)

## Distinction
- Prix Sarah-Siddons 1958